# Arthur Gould-Porter
Arthur Gould-Porter (Penzance, 4 gennaio 1905 – Los Angeles, 2 gennaio 1987) è stato un attore inglese.

## Biografia
Nato nel Regno Unito, si trasferì all'inizio degli anni trenta negli Stati Uniti, dove recitò dapprima a teatro, poi al cinema e a partire dal 1952 in televisione. Accreditato talvolta come Arthur E. Gould-Porter o A. E. Gould-Porter, ebbe una carriera tra cinema e televisione che durò dal 1942 al 1977.
Viene ricordato per la parte del capitano Greer in Pomi d'ottone e manici di scopa, nonché per il ruolo di Ravenswood nella sitcom The Beverly Hillbillies.
Non si sposò mai, e morì a Los Angeles nel 1987.

## Filmografia parziale

### Cinema
- Incubo (Nightmare), regia di Tim Whelan (1942)
- Singapore, regia di John Brahm (1947)
- Kind Lady, regia di John Sturges (1951)
- La campana del convento (Thunder on the Hill), regia di Douglas Sirk (1951)
- La pattuglia delle giubbe rosse (Fort Vengeance), regia di Lesley Selander (1953)
- Tre americani a Parigi (So This Is Paris), regia di Richard Quine (1955)
- Lady Godiva (Lady Godiva of Coventry), regia di Arthur Lubin (1955)
- Sì, signor generale (Top Secret Affair), regia di Henry C. Potter (1957)
- I pirati di Tortuga (Pirates of Tortuga), regia di Robert D. Webb (1961)
- Strani compagni di letto (Strange Bedfellows), regia di Melvin Frank (1965)
- Non disturbate (Do Not Disturb), regia di Ralph Levy e George Marshall (1965)
- Il sipario strappato (Torn Curtain), regia di Alfred Hitchcock (1966)
- Gli assassini del karatè (The Karate Killers), regia di Barry Shear (1967)
- Operazione Crêpes Suzette (Darling Lili), regia di Blake Edwards (1970)
- Pomi d'ottone e manici di scopa (Bedknobs and Broomsticks), regia di Robert Stevenson (1971)

### Televisione
- Topper – serie TV, episodio 2x33 (1955)
- The 20th Century-Fox Hour – serie TV, episodio 1x12 (1956)
- General Electric Theater – serie TV, episodio 7x07 (1958)
- Papà ha ragione (Father Knows Best) – serie TV, 1 episodio  (1959)
- Avventure in paradiso (Adventures in Paradise) – serie TV, episodi 1x03-1x24 (1959-1960)
- Avventure in fondo al mare (Sea Hunt) – serie TV, 1 episodio  (1960)
- Pete and Gladys – serie TV, episodio 1x33 (1961)
- The Beverly Hillbillies – serie TV, 8 episodi (1962-1966)
- La grande avventura (The Great Adventure) – serie TV, episodio 1x05 (1963)
- Gli inafferrabili (The Rogues) – serie TV, 2 episodi (1964-1965)
- Selvaggio west (The Wild Wild West) – serie TV, episodio 1x19 (1966)